# Camprovín
Camprovín es un municipio de la comunidad autónoma de La Rioja (España). Ubicado en la margen derecha del río Najerilla en las laderas del Serradero, al pie de la Sierra del Moncalvillo y de la Sierra de Lara. Dista 10 km de Nájera. Pueblo agrícola principalmente, posee también una importante industria de embutidos. Magnífico mirador sobre el valle del río Najerilla, e  inmerso en la ruta monumental de los Monasterios, y rodeado de la naturaleza virgen de las sierras demandinas.

## Etimología
La villa existía ya en tiempos de la dominación romana. Se cree que de ahí puede provenir su nombre, "campus pro vinea", campo para viña. Otros autores opinan que alude al típico color de la tierra arcillosa de la zona. El primer elemento es sencillo y el segundo parece remitir a un color, a partir de "rubiginis", otorgando el valor de campo rojizo.

## Historia  y monumentos
Los berones fueron los primeros pobladores sedentarios de La Rioja, los primeros riojanos. Estos habitaron el territorio durante la Edad de los Metales y hay escritos romanos que los describen como enemigos del ejército romano de Sertorio en el año 76 a. C. Formaban parte de las tribus euskaldunas que se asentaron en el norte de la península ibérica, como se atestigua de los trabajos de geógrafos griegos y romanos. Situación: los berones lindaban al norte con los autrigones y várdulos, situados al norte de la sierra de Toloño y Cordillera Cantábrica, y al otro lado con los vascones, al sur con los celtas. Las ciudades más importantes de los berones fueron: Tritium Metallum (Nájera), Oliva (Leiva) y Varia (Varea). Habitaron en las cuevas, en los bosques y preferentemente en las orillas del río Ebro. La caza y pesca fueron las primeras formas de vivir; posteriormente el pastoreo y la agricultura. Creencias y ritos son un culto a los astros y a las fuerzas de la naturaleza. El último documento del que se tiene constancia de la aparición de los Berones fue en el año 72 a. C. tras el fin de la conquista romana.
En la época romana, Tritium (actual Tricio) se convirtió en una población puntera en lo que a alfarería se refiere llegando a fabricar vajillas para todo el imperio, aunque no solo Tricio sino también los pueblos de alrededor como Nájera, Camprovín o Arenzana de abajo.
El término bagauda se utiliza para designar a los integrantes de numerosas bandas que participaron en una larga serie de rebeliones que se dieron en Galia e Hispania durante el Bajo Imperio, y que continuaron desarrollándose hasta el siglo V. Los campesinos se enfrentaron con éxito a los ejércitos romanos. Muchos romanos abrumados por los tributos se sumaban a los bárbaros para vivir libres pero pobres.  Otros ciudadanos optaron por excavar cuevas, algo que se ve a lo largo del curso del río Najerilla a la altura de diferentes localidades como Nájera, Camprovín, Baños de río Tobía, etc.
Se cree que hacia el s. X existía en la zona un convento-castillo de los Templarios.
La primera mención documental en la que aparece su nombre es en el año 1.076, donde consta que el primer señor de Vizcaya, Íñigo López Ezquerra, donó Camprovín al Monasterio de San Millán en sufragio por el alma de su esposa doña Toda. La villa había pertenecido a Sancho el de Peñalén.
En el año 1516 llega al trono el rey Carlos I envuelto en una gran controversia ya que no conocía las costumbres del pueblo al haber sido educado fuera. Colocó en el gobierno a sus partidarios flamencos lo cual provocó un tremendo rechazo y desencadenó una guerra conocida como la guerra de las comunidades de Castilla. Esta revuelta se produjo en Toledo y fue apoyada en La Rioja. En el levantamiento de 1520 en Nájera participaron rebeldes de Navarrete, Uruñuela, Huércanos, Camprovín y Matute los cuales tomaron la ciudad al grito de “mueran los flamencos”. Poco después, las tropas señoriales fueron enviadas a la ciudad de nájera y esta fue liberada de los rebeldes y saqueada a la vez.
Hasta el siglo XVII su alcalde era nombrado por el alcalde mayor de Nájera, pero en el año 1658 Felipe IV, previo pago de dos millones y medio de ducados, le concede el privilegio de Villa y poco después se separa administrativamente de Nájera. El documento en el cual se le concede tal privilegio se encuentra en el ayuntamiento de Camprovín.
El 12 de diciembre de 1812 se celebra la "Convención de Santa Coloma" o "Junta general de La Rioja" en la que se reunieron en Santa Coloma los Comisionados de 59 pueblos, entre ellos fue D. Lorenzo Lucas Villada, un ciudadano de Camprovín, solicitando la reunificación de La Rioja en una provincia, pero con la llegada de Fernando VII quedó todo anulado. Esta reunión fue una de las primeras veces que se solicitó de forma oficial a las cortes independencia administrativa provincial para la región de La Rioja, con lo que se dotaba a dicha región de uno de estos marcos políticos que se estaban creando entonces.
La ermita de nuestra señora del tajo en Camprovín es uno de los monumentos más emblemáticos del pueblo. Se cree que en la época romana en esa zona pudo haber una torre de vigilancia ya que las vistas desde el cerro donde se encuentra goza de vistas privilegiadas. La ermita en si es de la época románica aunque solo conserva la planta del siglo XII, el alzado del ábside y una pequeña parte de la nave. Estuvo a punto de desaparecer recientemente pero se salvó gracias a la iniciativa de algunas personas que lograron salvar este santuario tan antiguo e interesante. 
Todo comenzó, según la tradición recogida por Felipe Abad, cuando un campesino que cortaba leña: «Al dar con su tajo en una de las encinas, oyó una voz que le decía: ‘¡Tajo, no cortes más abajo, me cortarás un brazo!’. Sin saber cómo, sus ojos vieron una graciosa imagen de la Virgen María, que desde entonces llamaron Nuestra Señora del Tajo». En algunas localidades de la comarca de Nájera es frecuente la tradición de imágenes de la Virgen en las oquedades de los árboles.
Hoy en día, el 23 de junio aún se sigue realizando una romería a la ermita del Tajo y a la sombra de las encinas centenarias se celebra una merienda por los vecinos de la localidad. El ayuntamiento reparte pan y vino a vecinos y visitantes.

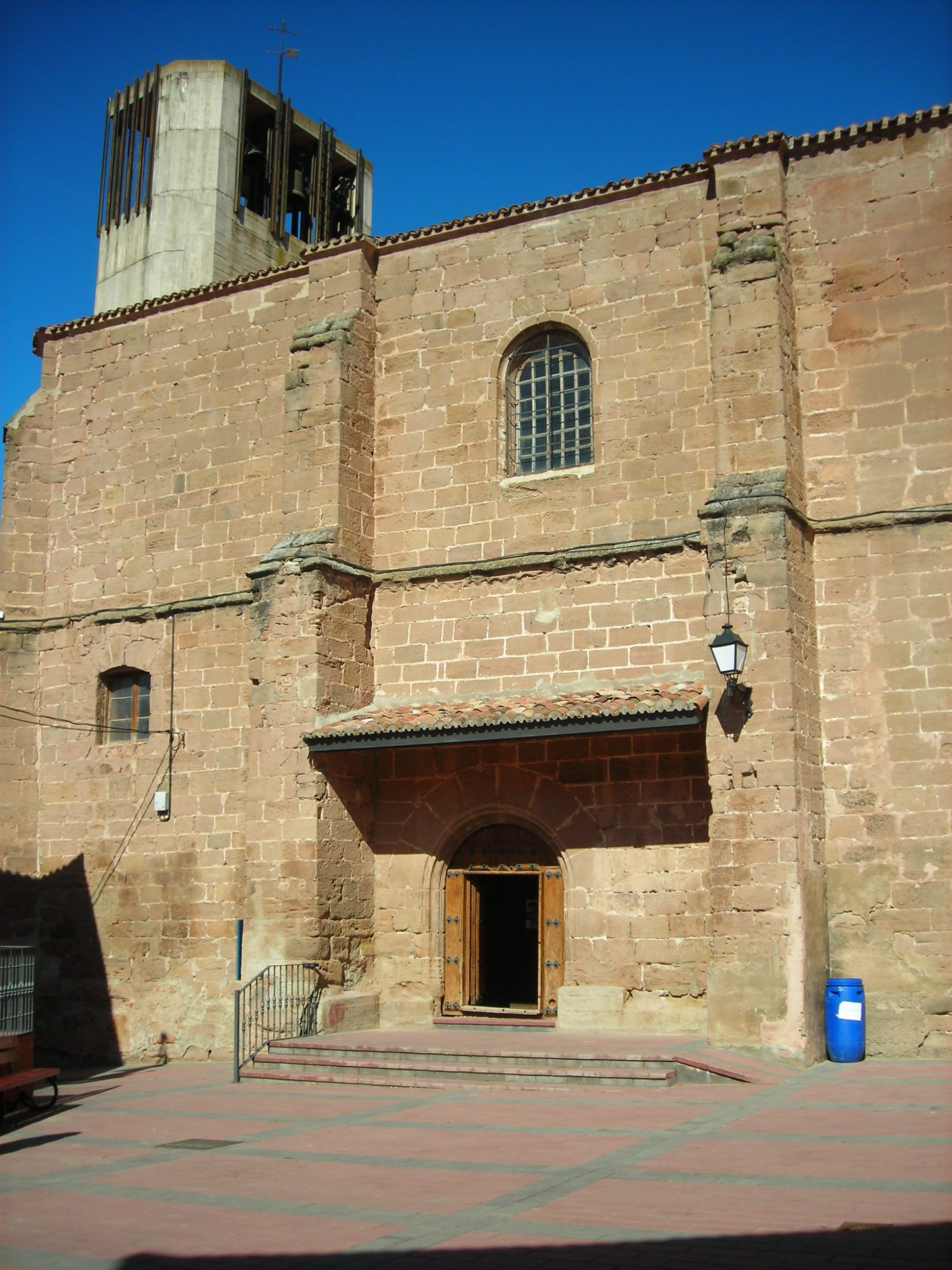
Iglesia de San Martín.

Su parroquia está dedicada a San Martín y comenzó su edificación en el año 1545 Por Juan Pérez de Solarte y fue acabada en 1580 por Martín Pérez de Solarte. De piedra de sillar, está formada por tres naves de igual altura distribuidas en tres tramos, que se remata en una cabecera ochavada de cinco paños, siendo, el primer tramo el más largo, decreciendo la longitud del tramo a medida que se aleja del presbiterio. Presenta contrafuertes en las esquinas, en los entretramos y en las entrenaves, que contrarrestan los esfuerzos laterales de las altas bóvedas góticas, que descansan en cuatro pilares cilíndricos, desde donde se despliegan los nervios. En su interior encontramos el retablo mayor que sigue el estilo clacisista de la época y los retablos de las naves laterales que son de la misma geometría, época y estilo, presentando una arquitectura neoclásica del siglo XIX. El relicario realizado en el año 1637 es anterior al retablo y es una magnífica pieza renacentista. La torre original se derrumbó en el año 1835 siendo reconstruida en el año 1963.

## Geografía humana

### Demografía
Cuenta con una población de 159 habitantes (INE 2024).
| Gráfica de evolución demográfica de Camprovín entre 1842 y 2021                                                       |
| |
| Población de derecho según los censos de población del INE. Población de hecho según los censos de población del INE. |

### Población por núcleos
Desglose de población según el Padrón Continuo por Unidad Poblacional del INE.
| Núcleos   | Habitantes (2014) | Varones | Mujeres |
| --------- | ----------------- | ------- | ------- |
| Camprovín | 155               | 89      | 66      |
| Mahave    | 0                 | 0       | 0       |

## Administración
| Periodo   | Nombre                                     | Partido        |
| --------- | ------------------------------------------ | -------------- |
| 1979-1983 | Ismael Prado Anguiano/ MªPaz Tricio Villar | Independientes |
| 1983-1987 | Raúl Prado Pascual                         | Independientes |
| 1987-1991 | Santiago Prado Sancha                      | PSOE           |
| 1991-1995 | Francisco Rica Pascual                     | PP             |
| 1995-1999 | Santiago Prado Sancha                      | PSOE           |
| 1999-2003 | Oswaldo Pascual Sancha                     | PSOE           |
| 2003-2007 | Ana María Forcadell Villar                 | PR             |
| 2007-2011 | Arturo I. M. Villar Villar                 | PSOE           |
| 2011-2015 | Susana Rica Rubio                          | PP             |
| 2015-2019 | Arturo I. M. Villar Villar                 | IU             |
| 2019-2023 | Arturo I. M. Villar Villar                 | IU             |
| 2023-act. | Jon Anguiano Conde                         | PP             |

## Economía

### Evolución de la deuda viva
El concepto de deuda viva contempla sólo las deudas con cajas y bancos relativas a créditos financieros, valores de renta fija y préstamos o créditos transferidos a terceros, excluyéndose, por tanto, la deuda comercial.
| Gráfica de evolución de la deuda viva del ayuntamiento entre 2008 y 2014                             |
| |
| Deuda viva del ayuntamiento en miles de Euros según datos del Ministerio de Hacienda y Ad. Públicas. |

La deuda viva municipal por habitante en 2014 ascendía a 264,52 €.

## Símbolos

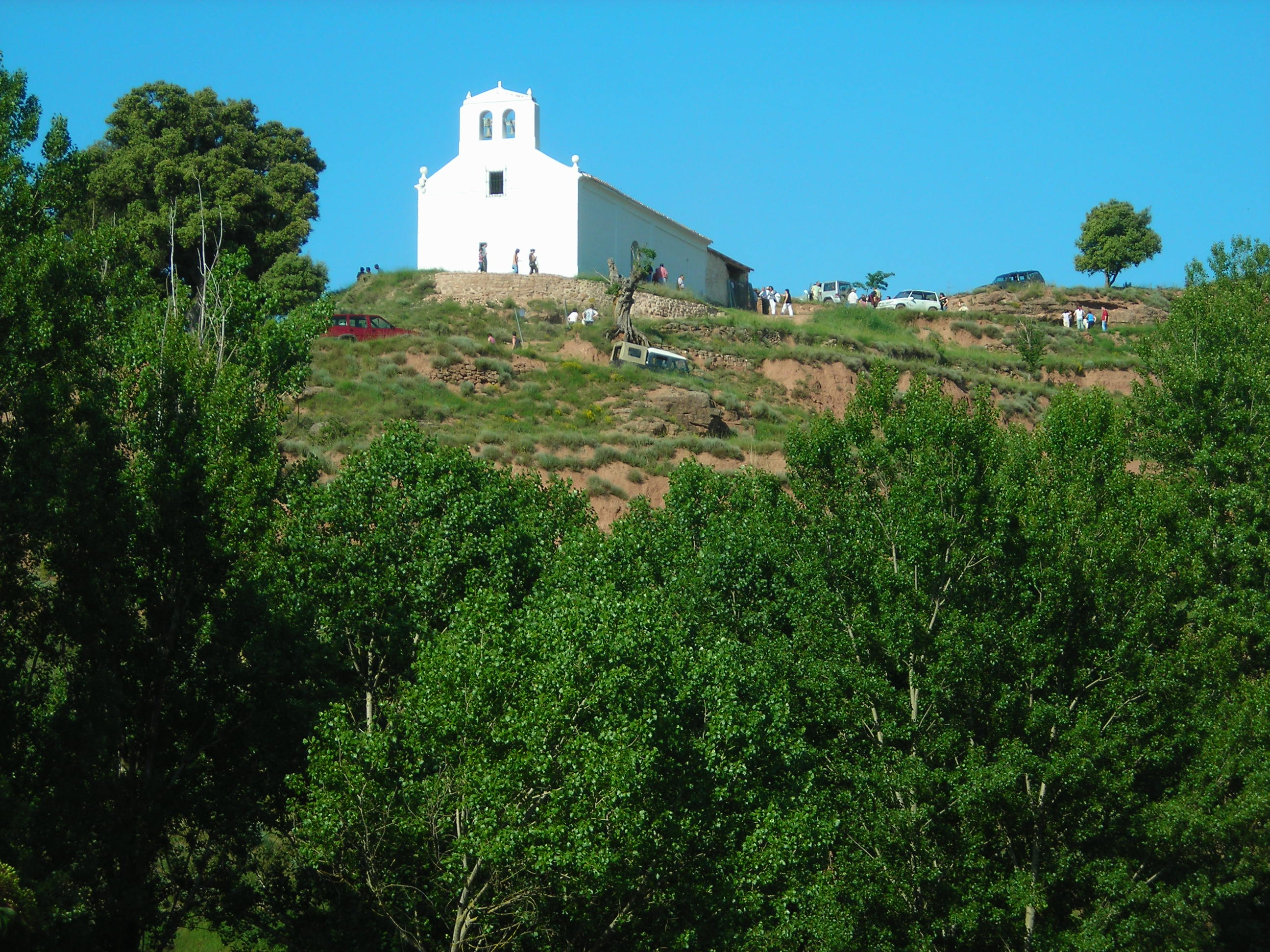
Ermita de la Virgen del Tajo.

El 4 de noviembre de 2008 el Ayuntamiento, presidido por D. Arturo Villar Villar convocó un concurso para la elección de un escudo para el pueblo, con la condición obligatoria de que apareciera en el mismo una abubilla. Tras la votación, en la que participaron el alcalde, varios concejales, el secretario y los propios concursantes, resultó ganador el trabajo presentado por d. José Jorge Ibáñez Aldonza. 
Consiste en un escudo medio partido y cortado, con las tres imágenes quizás más representativas de la localidad: En su parte superior, a un lado, una abubilla. Símbolo de la rica fauna de la zona, plena de naturaleza y homenaje al ave que da apodo a los habitantes de Camprovín, conocidos cariñosamente como abubillos. Al otro lado, un racimo de uvas, como cultivo más representativo de la localidad, rodeada de viñas, con cuyo fruto gentes del lugar elaboraban, y aún hoy aunque en menor cuantía, en las pequeñas bodegas que circundan el pueblo, su propio vino. 
Y en la parte inferior, quizás como símbolo principal del pueblo, la representación de la encina que se encuentra junto a la ermita, en cuya oquedad se encontró, cuenta la leyenda, la imagen de la Virgen del Tajo, con gran devoción en Camprovín. 
Tras la presentación del correspondiente informe técnico ante la Real Academia de Historia, esta,  en sesión de 8 de abril de 2011 emitió resolución favorable a dicho informe realizado sobre el escudo del autor, d. José Jorge Ibáñez Aldonza.
El Pleno del Ayuntamiento en sesión plenaria de fecha 23 de julio de 2015 y previa deliberación de los presentes, acuerda:
Aprobar dicho escudo como el Escudo Municipal de Camprovín y dar traslado del citado acuerdo al Gobierno de la Rioja para su aprobación definitiva conforme a lo dispuesto en el artículo 26.3 de la ley 17/2003 de Administración Local de la Rioja.
Finalmente, por Acuerdo del Consejo de Gobierno de la Rioja, de fecha 19 de febrero de 2016 se aprueba la adopción por el municipio de Camprovín de su Escudo Heráldico.

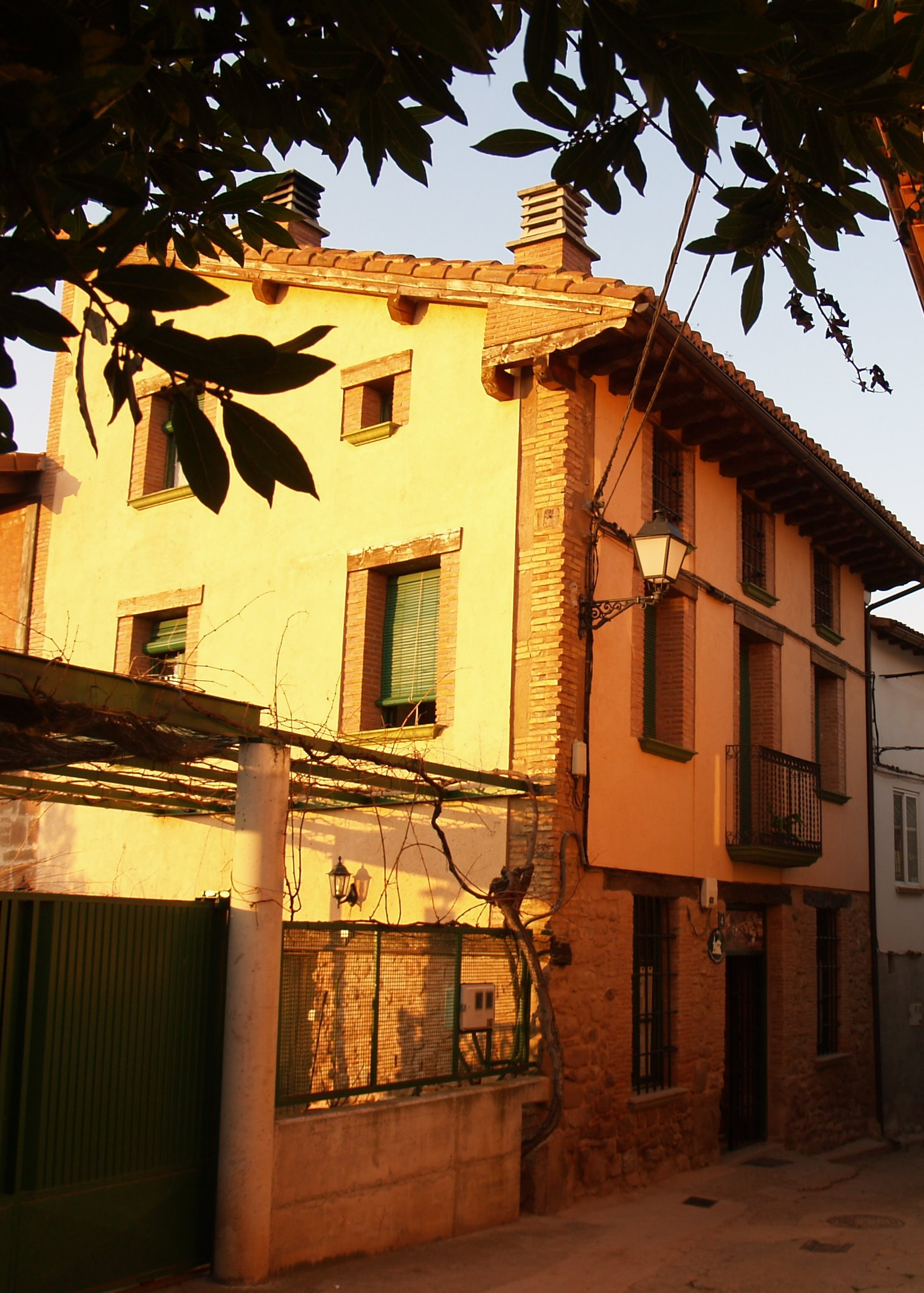
Casa rural en Camprovín.